# Strefa zakazu lotów nad Libią
Strefa zakazu lotów nad Libią (Operacja Odyssey Dawn, Operacja Ellamy, Operacja Harmattan, Operacja MOBILE i Operacja Unified Protector) została ustanowiona przez Radę Bezpieczeństwa ONZ 17 marca 2011, w celu zapobiegania atakom sił lojalnych Muammarowi Kaddafiemu na wojska rebeliantów, a zwłaszcza na ludność cywilną.
19 marca rozpoczęła się operacja reagowania kryzysowego w Libii. Kraje ONZ interweniowały bez jednolitego dowództwa. Stany Zjednoczone prowadziły operację Świt Odysei, Francuzi operację Harmattan, Brytyjczycy Ellamy, natomiast Kanadyjczycy MOBILE. Reszta koalicji była pod dowództwem Amerykanów.
27 marca odpowiedzialność za nadzór nad strefą zakazu lotów przejęło NATO, rozpoczynając operację Unified Protector. 31 marca o godz. 8:00 NATO przejęło pełną odpowiedzialność za interwencję wojskową. Strefa zakazu lotów zakończyła obowiązywać 31 października o godz. 23:59.

## Plany ustanowienia strefy zakazu lotów
28 lutego premier Wielkiej Brytanii, David Cameron, zaproponował ideę strefy zakazu lotów.
7 marca Liga Państw Arabskich poparła plan ustanowienia nad Libią strefy zakazu lotów. Wcześniej podobne deklaracje padły ze strony Francji i Wielkiej Brytanii, które zgodziły się ją poprzeć, jeżeli siły Kadafiego nie zaprzestaną atakować ludności cywilnej. Sceptycznie do tego pomysłu podeszły Stany Zjednoczone. 9 marca do wprowadzenia zakazów lotów wezwał przebywający od 1969 roku na emigracji następca tronu obalonej przez Kadafiego monarchii, książę Mohammed El Senussi. W kontekście międzynarodowej interwencji, stwierdził, że rozważana może być jedynie operacja lotnicza.
12 marca Liga Arabska zwróciła się do RB ONZ z prośbą o ustanowienie takiej strefy.

## Uchwała rezolucji RB ONZ nr 1973
17 marca Rada Bezpieczeństwa uchwaliła Rezolucję nr 1973 zakazującą lotów nad Libią. Żaden z członków RB ONZ nie był przeciw rezolucji, jednak 5 państw (Brazylia, Niemcy, Chiny, Indie oraz Rosja) wstrzymało się od głosu.
Stany Zjednoczone, Wielka Brytania, Francja, Kanada czy Belgia opowiedziały się za interwencją wojskową w Libii, jeśli reżim Kaddafiego nie będzie przestrzegał rezolucji oraz w celu ochrony ludności cywilnej.
18 marca 2011 libijski minister spraw zagranicznych Mussa Kussa ogłosił zawieszenie broni w reakcji na decyzję RB ONZ, które nie zostało jednakże dotrzymane przez libijską stronę rządową.

## Działania militarne
Realizując postanowienia rezolucji ONZ nr 1973, 19 marca 2011 roku, kilka państw rozpoczęło poza strukturami NATO militarną operację reagowania kryzysowego, mającą na celu egzekucję zakazu lotów nad Libią.
Działania militarne zostały wyszczególnione w kalendarium wojny domowej w Libii.

## Reakcje międzynarodowe

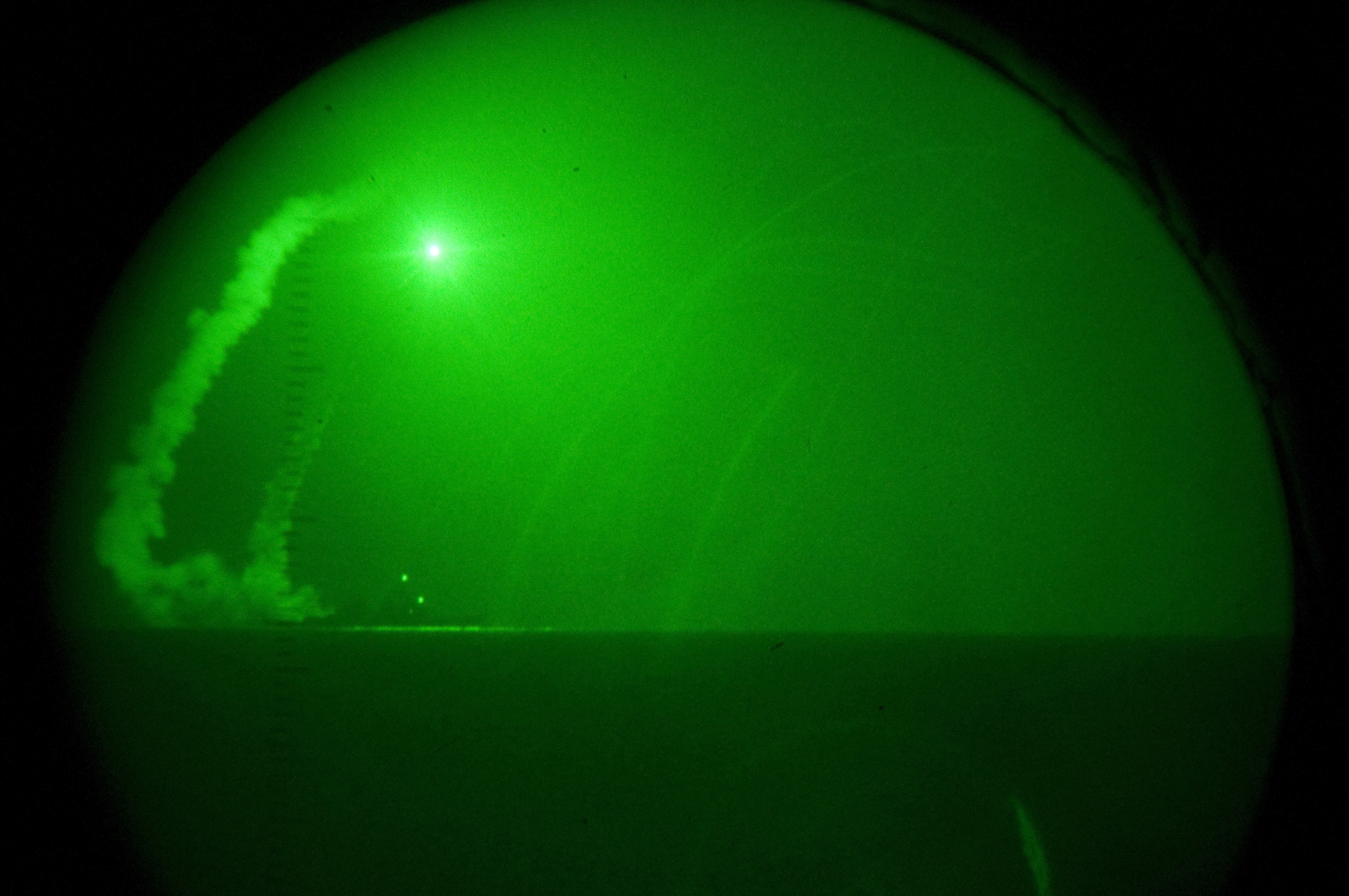
Amerykański niszczyciel USS „Barry” odpala pocisk rakietowy „Tomahawk”, 19 marca 2011

Rosja, Chiny oraz Indie wyraziły ubolewanie nad interwencją wojsk koalicji, natomiast Unia Afrykańska wezwała do natychmiastowego wstrzymania działań wojennych.
Polska nie będzie się angażować w działania militarne w Libii – oświadczył 19 marca 2011 w Paryżu premier Donald Tusk. Z kolei naloty na Libię poparła Japonia. „Potępiamy libijskie władze za przemoc wobec narodu” – brzmiał fragment oświadczenia japońskiego MSZ.
20 marca do przeciwników interwencji w Libii dołączyła Unia Afrykańska, która wezwała koalicję do zaprzestania ataków. Hugo Chávez, prezydent Wenezueli, sojusznik Kaddafiego znów oskarżył Zachód o „chęć przejęcia libijskiej ropy”. Jego zdaniem to „agresja przeciwko Libii”, a operacja sił międzynarodowych to „imperialne szaleństwo”. Z kolei Zjednoczone Emiraty Arabskie wyślą 24 samoloty (Mirage 2000 i F-16), zaś Katar wesprze koalicję 4-6 samolotami Mirage 2000. Natomiast Liga Arabska skrytykowała atak koalicji i wezwała do nadzwyczajnego spotkania ligi.
21 marca Irak wyraził poparcie dla koalicji antylibijskiej. Jednak szyicki duchowny Muktada as-Sadr, który w 2008 podpisał porozumienie pokojowe z rządem w Bagdadzie, potępił interwencje.
Premier Rosji Władimir Putin nie zgodził się ze słusznością operacji. Niepokoi łatwość, z jaką podjęta została decyzja o użyciu siły. W polityce USA staje się to trwałą tendencją. Rząd Libii nie spełnia kryteriów demokratycznych, ale to jeszcze nie usprawiedliwia zbrojnej interwencji.
22 marca Chiny kolejny raz wyraziły głębokie zaniepokojenie ofiarami cywilnymi bombardowań, a indyjski minister finansów Pranab Mukherjee oznajmił, że koalicja nie ma prawa mieszać się w wewnętrzne sprawy Libii. Turcja zapowiedziała, że nigdy nie weźmie udziału w akcji militarnej wobec Libii. Rosyjski minister obrony Anatolij Serdjukow potępił śmierć cywilów w nalotach koalicji.
Atak na Libię potępiła również Korea Północna. Północnokoreańskie MSZ wydało 22 marca oświadczenie w którym stwierdza m.in. że „KRLD stanowczo potępia naruszenie suwerenności i integralności terytorialnej suwerennego państwa i zbrodnię przeciwko ludzkości jaką jest ostre naruszenie narodowej godności ludu libijskiego i jego prawa do istnienia”.
26 marca odbył się w Rzymie protest przeciwko operacji militarnej NATO w Libii.
Szwedzki parlament podjął decyzję o wysłaniu 10 samolotów w celu wsparcia operacji NATO w Libii.
13 kwietnia w Dosze zebrała się grupa kontaktowa ws. konfliktu w Libii. Ministrowie spraw zagranicznych państw Unii Europejskiej, NATO i krajów arabskich, które popierały libijskich powstańców, jednogłośnie opowiedziały się za ustąpieniem Kaddafiego, co miało być pierwszorzędnym warunkiem zakończenia wojny domowej. Członkowie grupy kontaktowej domagali się uwolnienia wszystkich więźniów politycznych. Na obradach Włochy poinformowały, iż nie utrzymują już stosunków dyplomatycznych z Libią. Francuska dyplomacja skrytykowała operację NATO. Według strony francuskiej koalicja niedostatecznie chroniła cywilów i nie niszczyła w optymalnym stopniu potencjału militarnego wojska Kaddafiego. Ponadto minister spraw zagranicznych Francji Alain Juppé zażądał większego wkładu areny międzynarodowej w operację humanitarną. Wielka Brytania wezwała do finansowania bojówki z Cyrenajki. Przedstawiciele Tymczasowej Rady Narodowej zaapelowali do NATO o nasilenie nalotów na wojska Kaddafiego.
14 kwietnia w Berlinie rozpoczęło się dwudniowe nieformalne spotkanie przywódców szefów dyplomacji państw NATO. Sekretarz generalny NATO Anders Fogh Rasmussen poparł apel grupy kontaktowej o natychmiastowe ustąpienie Kaddafiego. Ponadto sojusz zadeklarował, że będzie działał na terenie Libii tak długo, jak Kaddafi będzie rządził. Sekretarz generalny zaapelował do koalicjantów o większe zaangażowanie się w operację i wysłanie dodatkowych samolotów. Do połowy kwietnia uderzenia z powietrza dokonywały samoloty z Belgii, Kanady, Danii, Francji, Norwegii, Wielkiej Brytanii i Stanów Zjednoczonych.
27 kwietnia Unia Afrykańska zaapelowała o przerwanie interwencji. Była to odpowiedź na zbombardowanie posiadłości Kaddafiego w Trypolisie, co miało miejsce 25 kwietnia.

## Siły koalicji

### Belgia
- Force Aêrienne Belge
  - 6 myśliwców F-16 Fighting Falcon
- Belgijska Marynarka Wojenna
  - 1 niszczyciel min BNS Narcis

### Bułgaria
- Marynarka Wojenna Bułgarii
  - fregata rakietowa Drizki[31]

### Dania
- Flyvevåbnet[32]
  - 4 myśliwce F-16

### Francja
- Armée de l’air
  - 8 myśliwców Rafale
  - 2 myśliwce Mirage 2000-5
  - 2 myśliwce Mirage 2000D
  - 6 samolotów-cystern KC-135 Stratotanker
  - 1 samolot wczesnego ostrzegania E-3F Sentry
  - 1 samolot rozpoznania elektronicznego C-160G
  - 2 śmigłowce transportowe Caracal
  - 1 śmigłowiec transportowy Puma
- Marine nationale:
  - fregata rakietowa typu La Fayette: Aconit
  - fregata rakietowa typu Georges Leygues: Dupleix
  - fregata rakietowa typu Horizon: Forbin
  - fregata rakietowa typu Cassard: Jean Bart
  - lotniskowiec Charles de Gaulle
    - 8 myśliwców Rafale
    - 6 myśliwców Super Étendard
    - 2 samoloty wczesnego ostrzegania E-2 Hawkeye
    - 2 śmigłowce wielozadaniowe Dauphin
    - 2 śmigłowce wielozadaniowe Alouette III

  - zbiornikowiec Meuse

### Grecja
- Polemikó Naftikó
  - 2 fregaty rakietowe typu Elli: HS Limnos i Themistoklis[33]
- Polemikí Aeroporía
  - 4 myśliwce F-16
  - 2 śmigłowce transportowe Eurocopter Super Puma
  - samolot rozpoznawczy Embraer P-99[34][35]

### Hiszpania
- Ejército del Aire
  - 6 myśliwców F-18
  - 2 powietrzne tankowce Boeing 707-331B
  - 2 transportowce CASA CN-235
- Armada Española
  - fregata Méndez Núñez
  - łódź podwodna Tramontana

### Holandia[36]
- Koninklijke Luchtmacht
  - 6 myśliwców F-16
  - Powietrzny tankowiec KC-10 Extender
- Koninklijke Marine
  - Trałowiec Hr.Ms. „Haarlem”

### Jordania
- Królewskie Siły Powietrzne Jordanii[37]
  - 6 nieokreślonych myśliwców

### Kanada
- Royal Canadian Navy[38]:
  - fregata rakietowa HMCS Charlottetown
    - 1 śmigłowiec wielozadaniowy CH-124 Sea King
- Royal Canadian Air Force[38]:
  - 7 myśliwców CF-18 Hornet
  - 2 samoloty transportowe CC-17 Globemaster III

### Katar
- Emirskie Siły Powietrzne Kataru[39]
  - 6 myśliwców Dassault Mirage 2000-5
  - 2 samoloty transportowe C-17A

### Norwegia
- Luftforsvaret[40]
  - 6 myśliwców F-16
  - samolot transportowy Lockheed C-130 Hercules[41]

### Rumunia
- Forțele Navale Române
  - fregata rakietowa typu 22: ROS Regele Ferdinand[42]

### Stany Zjednoczone
- United States Navy:
  - okręt dowodzenia USS „Mount Whitney” (LCC-20)[43]
  - okręt desantowy USS „Kearsarge” (LHD-3)
  - okręt desantowy-dok USS „Ponce” (LPD-15)
  - niszczyciel rakietowy USS „Barry” (DDG-52)
  - niszczyciel rakietowy USS „Stout” (DDG-55)
  - okręt podwodny USS „Providence” (SSN-719)
  - okręt podwodny USS „Scranton” (SSN-756)
  - okręt podwodny USS „Florida” (SSGN-728)
  - 1 samolot walki elektronicznej EA-18G Growler
- United States Air Force[44]
  - 3 bombowce strategiczne B-2 Spirit
  - 4 myśliwce F-15E Strike Eagle
  - 8 myśliwców F-16C Fighting Falcon
- United States Marine Corps[45]
  - 26th Marine Expeditionary Unit
  - 4 myśliwce AV-8B Harrier II

### Szwecja
- Svenska Flygvapnet[46]
  - 8 myśliwców Saab JAS 39 Gripen (misje rozpoznawcze)
  - transportowiec-cysterna C-130E Hercules (TP-84T)
  - samolot rozpoznawczy (najprawdopodobniej Gulfstream IV)

### Turcja
- Türk Deniz Kuvvetleri[47]
  - 4 fregaty
  - okręt pomocniczy
  - łódź podwodna
- Türk Hava Kuvvetleri
  - 12 myśliwców F-16[48]

### Wielka Brytania
- Royal Navy
  - fregata rakietowa HMS Cumberland
  - fregata rakietowa HMS Westminster
  - okręt podwodny HMS Triumph
- Royal Air Force[49]
  - 12 myśliwców Typhoon FGR4
  - 6 myśliwców Tornado GR4
  - 3 samoloty wczesnego ostrzegania E-3D Sentry
  - 1 samolot rozpoznawczy Sentinel R.1
  - 2 samoloty-cysterny Vickers VC10
  - 1 samolot-cysterna TriStar K1

### Włochy[33]
- Aeronautica Militare
  - 4 myśliwce F-16
  - 4 myśliwce Eurofighter Typhoon
  - 4 myśliwce Panavia Tornado
- Marina Militare
  - lotniskowiec NMM Giuseppe Garibaldi
  - niszczyciel rakietowy typu Durand de La Penne: „Francesco Mimbelli”(inne języki)
  - niszczyciel rakietowa typu Orizzonte: NMM Andrea Doria
  - 2 fregata rakietowa typu Maestrale: NMM Euro i „Libeccio”(inne języki)
  - okręt zwiadu elektronicznego NMM Elettra
  - pomocnicza jednostka pływająca Etna
  - 2 korwety typu Minerva: NMM Chimerai NMM Fenice
  - 2 okręty desantowe NMM San Marco i NMM San Giorgio
  - łódź patrolowa NMM Libra

### Zjednoczone Emiraty Arabskie
- Siły Powietrzne Zjednoczonych Emiratów Arabskich[50]
  - 6 myśliwców F-16E Fighting Falcon
  - 6 myśliwców Dassault Mirage 2000